# Régiment de Crussol cavalerie
Pour les articles homonymes, voir régiment de La Ferronnays et régiment de Crussol.
Le régiment de Crussol cavalerie est un régiment de cavalerie du royaume de France créé en 1666.

## Création et différentes dénominations
- août 1666 : création du régiment de Melin cavalerie
- 6 mai 1675 : renommé régiment de Cayeu cavalerie
- 8 août 1679 : réformé, sa compagnie Mestre de camp étant incorporée dans le régiment de Langallerie cavalerie par ordre du 15
- 15 janvier 1684 : rétablissement du régiment de Cayeu cavalerie
- 26 septembre 1684 : réformé
- 20 août 1688 : rétablissement du régiment de Cayeu cavalerie
- 1696 : renommé régiment de La Ferronnays cavalerie
- 6 mars 1743 : renommé régiment de Chabo cavalerie
- 1746 : renommé régiment de Crussol cavalerie
- 1er décembre 1761 : réformé par incorporation au régiment d’Orléans cavalerie

## Équipement

### Étendards
4 étendards de « soye rouge, Soleil d’or au milieu, & frangez d’or ».

Étendards du régiment de La Ferronnays
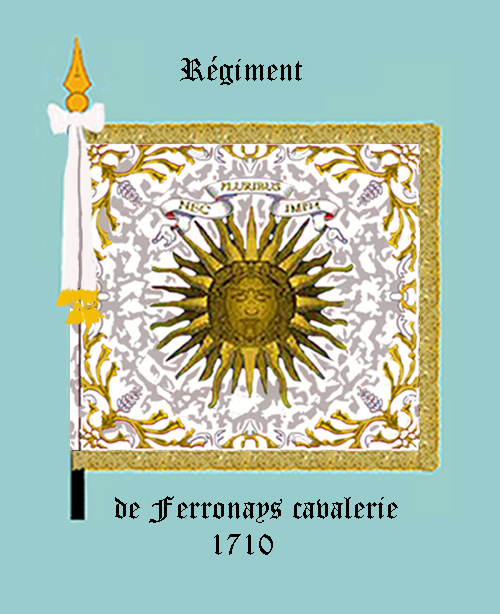
vers 1710, avers
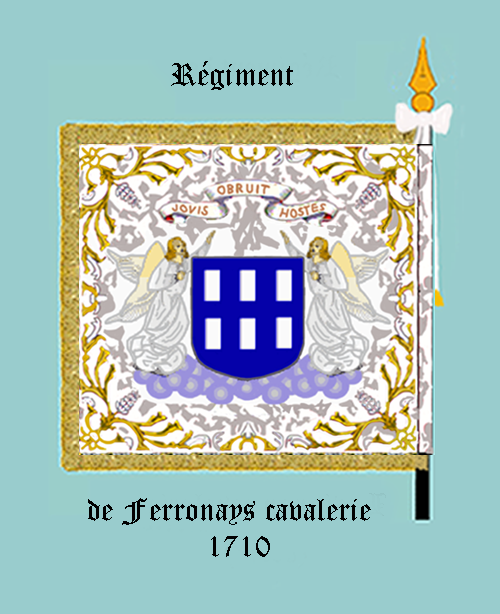
vers 1710, revers
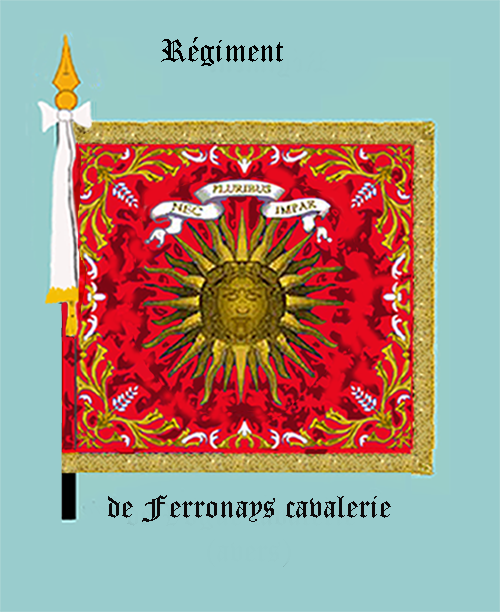
vers 1740, avers
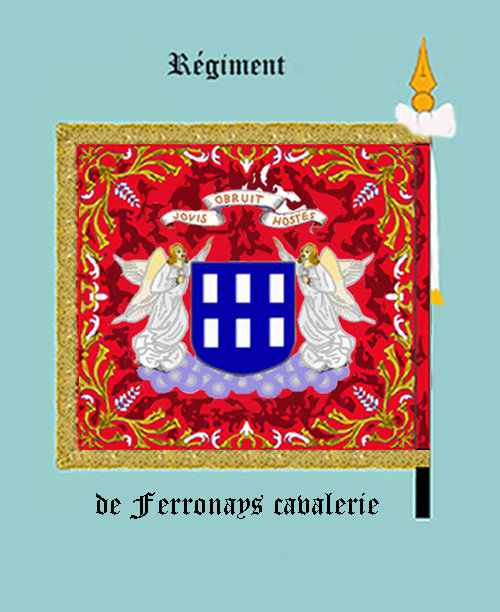
vers 1740, revers

Étendards
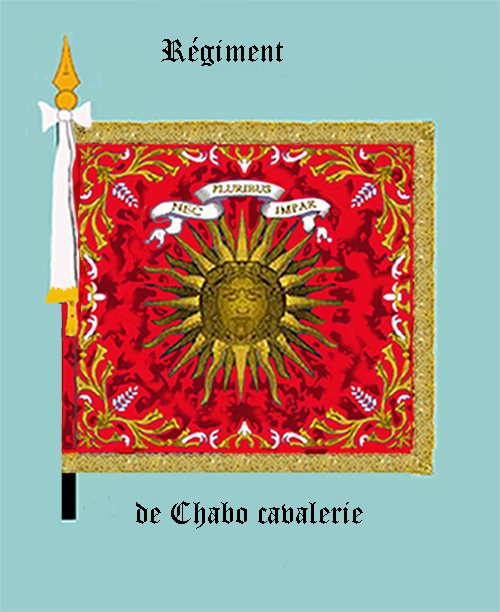
régiment de Chabo, avers
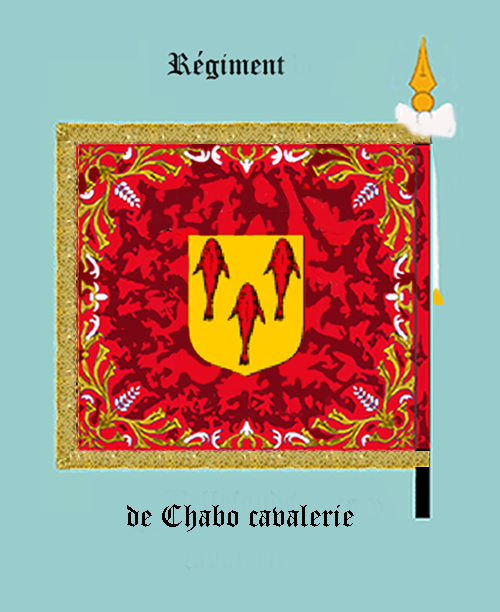
régiment de Chabo, revers
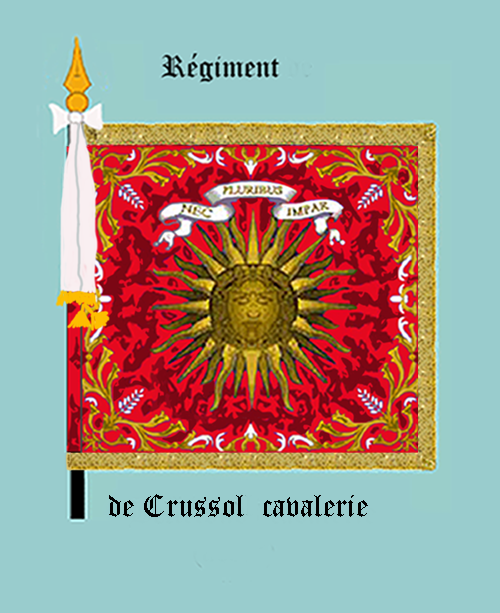
régiment de Crussol, avers
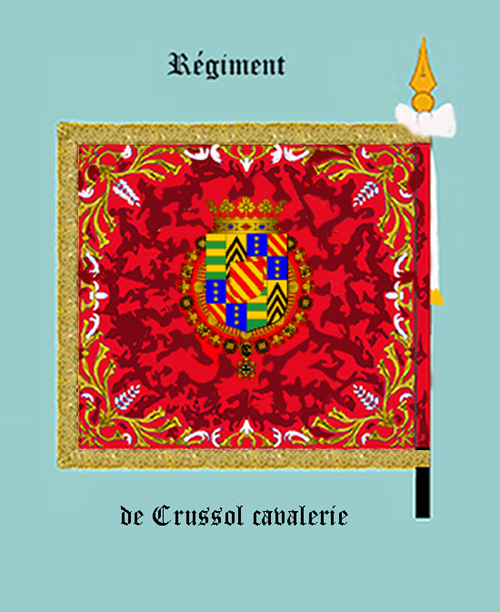
régiment de Crussol, revers

### Habillement

Uniformes
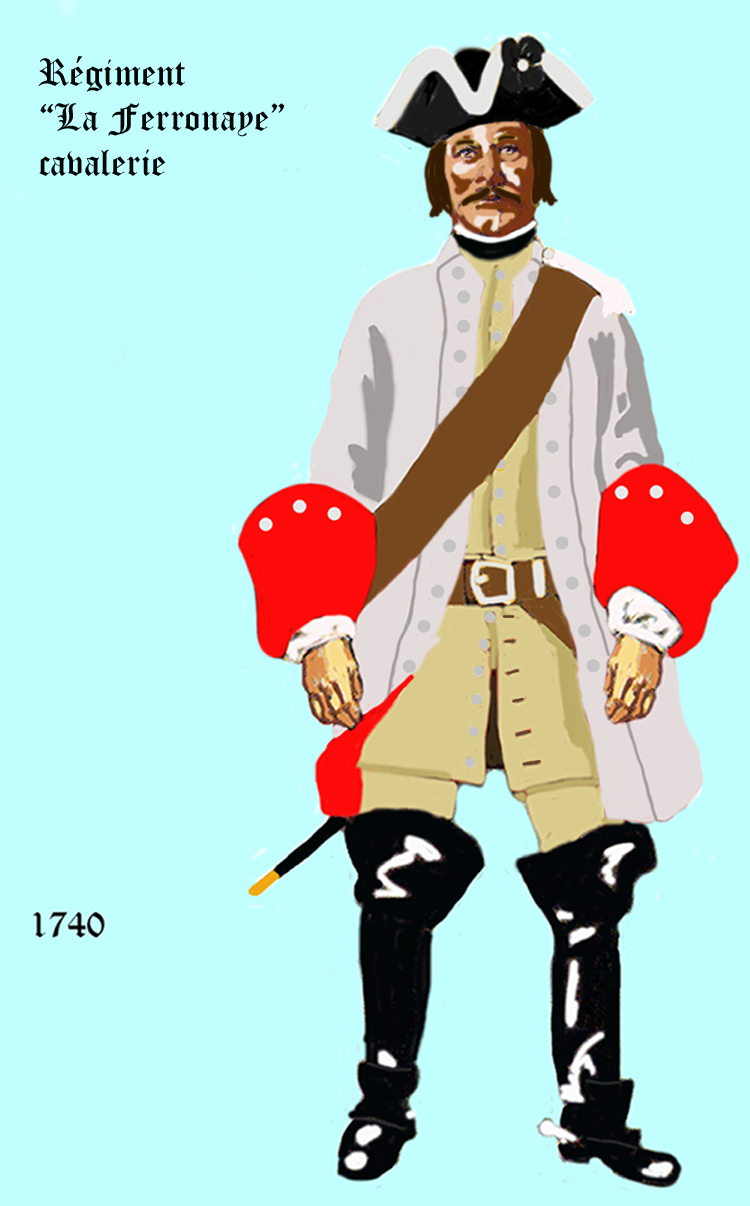
de 1740 à 1757
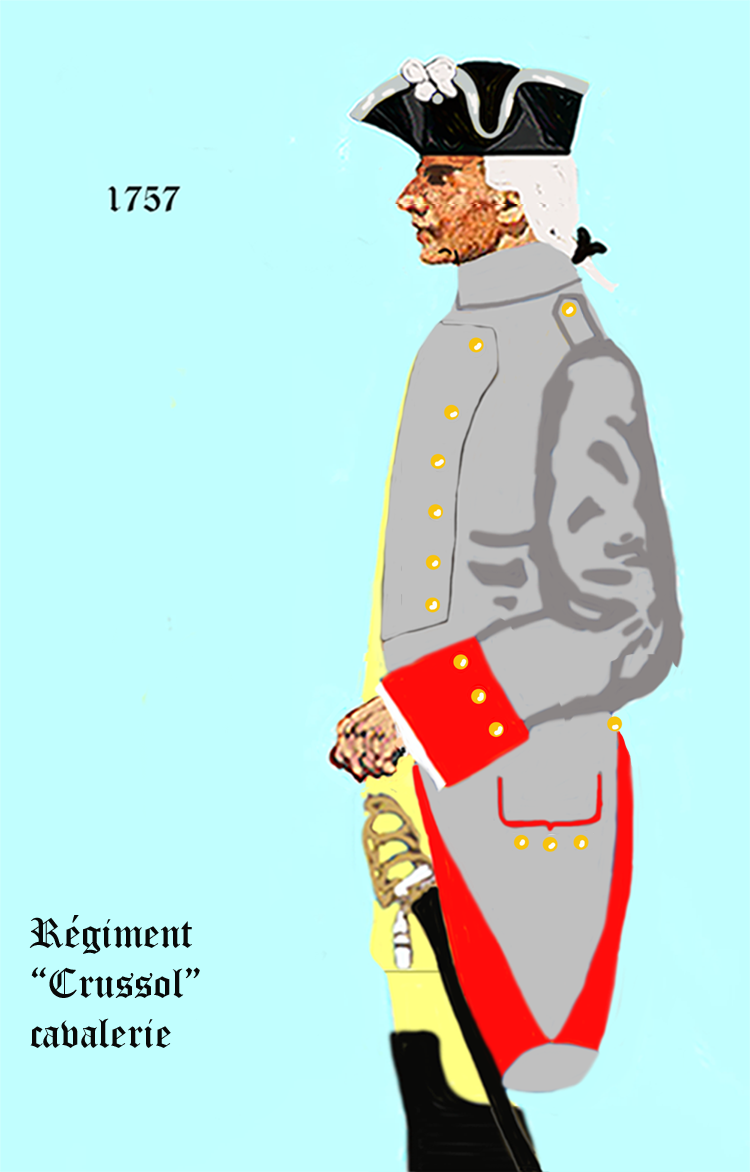
régiment de Crussol de 1757 à 1761

## Historique

### Colonels et mestres de camp
- août 1666 : baron de Melin
- 6 mai 1675 : Claude Jean-Baptiste Hyacinthe Rouault, comte de Cayeu puis marquis de Gamaches le 1er décembre 1704, brigadier le 10 mars 1690, maréchal de camp le 3 janvier 1696, lieutenant général des armées du roi le 23 décembre 1702, † 2 décembre 1736
- 1679 : comte de La Ferronnays, brigadier
- 1696 : La Ferronnays, frère du précédent
- 1709 : comte de La Ferronnays, pour la 2e fois
- 25 avril 1720 : Pierre Jacques Louis Auguste Ferron, marquis de La Ferronnays, fils du précédent, brigadier le 18 octobre 1734, maréchal de camp le 20 février 1743, † 19 mars 1753
- 6 mars 1743 : Charles Louis de Chabo la Serre, comte de Chabo, brigadier le 27 octobre 1747, maréchal de camp le 29 mars 1758, lieutenant général des armées du roi le 25 juillet 1762, † 1780
- 1746 : duc de Crussol, brigadier

### Quartiers
- Angoulême[1]